# Castiglione del Genovesi
Castiglione del Genovesi är en ort och kommun i provinsen Salerno i regionen Kampanien i Italien. Kommunen hade 1 365 invånare (2017).